# Carl Gustaf Gillberg
Carl Gustaf Gillberg, född 1774 i Västmanland, död den 3 juni 1855 i Stockholm, var en svensk tecknare och litograf.
Gillberg blev elev av målarakademien och åtnjöt undervisning av Louis Belanger i landskapsmålning. Med J.W. Schmidt deltog han 1799 i en resa genom en del av Sverige och tecknade därunder 14 utsikter, vilka utgavs i akvatintagravyr tillsammans med resebeskrivningen (Reise durch einige schwedischen provinzen, Hamburg 1801). Flera andra arbeten av Gillberg utgavs även vid samma tid; det vackraste är början av ett svenskt uniformsverk, av vilket blott några blad, graverade av Laurens i Berlin och utmärkt färglagda, utkom.
Gillberg, som 1793 blivit kadett och 1799 konduktör vid fortifikationen och 1813 löjtnant med kaptens karaktär vid ingenjörkåren, deltog med utmärkelse i Sveriges fälttåg 1813–1814, befordrades 1820 till kapten samt var 1811–1842 lärare i teckning vid krigsakademien på Karlberg. Som teckningslärare utgav han några tämligen obetydliga litografiska planscher: Etuder till trän för landskapstecknare (4 häften, 1829–30), Vernets etuder till hästar (3 häften, 1830–31), Jaktstycken efter Horace Vernet och Newton Fielding (4 häften, 1832–33). Gillberg finns representerad vid bland annat Göteborgs konstmuseum, Norrköpings konstmuseum  och Nationalmuseum i Stockholm.